# Sonate K. 191
La sonate K. 191 (F.143/L.207) en ré mineur est une œuvre pour clavier du compositeur italien Domenico Scarlatti.

## Présentation
La sonate K. 191, en ré mineur, est sans indication de mouvement dans Venise, mais notée Allegro dans le manuscrit de Parme. C'est également dans ce manuscrit que la sonate est associée en triptyque aux sonates K. 213 et 214, en venant juste après elles pour fermer le groupe.

## Manuscrits
Le manuscrit principal est le numéro 20 du volume II de Venise (1754), copié pour Maria Barbara ; l'autre est Parme IV 15.

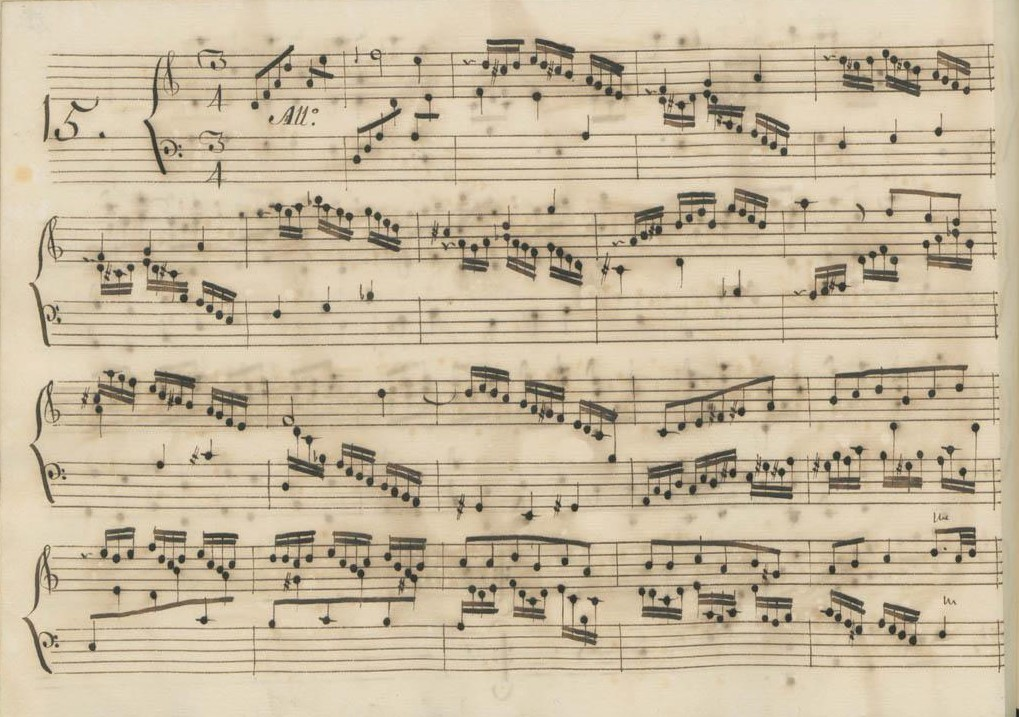
Parme IV 15.
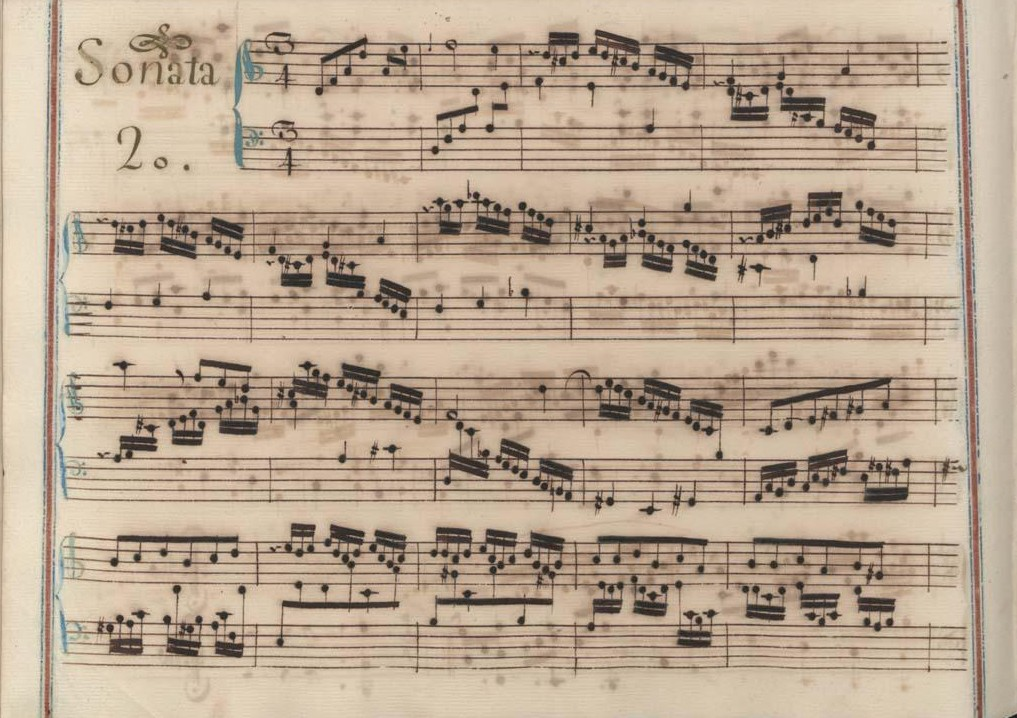
Venise II 20.

## Interprètes
La sonate K. 191 est défendue au piano notamment par Carlo Grante (2009, Music & Arts, vol. 2) ; au clavecin par Luciano Sgrizzi (1964, Accord), Gustav Leonhardt (1978, Séon/Sony), Huguette Dreyfus (1978, Denon), Scott Ross (1985, Erato), Richard Lester (2001, Nimbus, vol. 1) et Pieter-Jan Belder (Brilliant Classics, vol. 5).

## Sources
: document utilisé comme source pour la rédaction de cet article.
- Ralph Kirkpatrick (trad. de l'anglais par Dennis Collins), Domenico Scarlatti, Paris, Lattès, coll. « Musique et Musiciens », 1982 (1re éd. 1953 (en)), 493 p. (ISBN 978-2-7096-0118-4, OCLC 954954205, BNF 34689181).
- Alain de Chambure, « Domenico Scarlatti : Intégrale des sonates — Scott Ross », Erato (2564-62092-2), 1985 (OCLC 891183737) .